# Хуан Чжун
Хуа́н Чжун (кит. 黄忠, пиньинь Huáng Zhōng; ? — 220), взрослое имя Ханьшэ́н (кит. трад. 漢升, упр.  汉升, пиньинь Hànshēng) — китайский полководец империи Восточная Хань и царства Шу периода Троецарствия.

## Биография
Родился в Наньяне. Управлявший провинцией Цзинчжоу (в которую тогда входил округ Наньян) Лю Бяо поручил Хуан Чжуну оборонять округ Чанша вместе со своим племянником Лю Панем. Когда в 208 году Лю Бяо скончался, то наследовавший ему сын Лю Цун сдался Цао Цао, но многие из правителей округов не согласились с этим решением и отказались ему подчиниться, став фактически независимыми правителями. Округом Чанша стал править Хань Сюань, и Хуан Чжун стал служить под его началом. После того, как Цао Цао потерпел поражение в битве у Красной скалы и был вынужден отступить на север, объединённые войска Сунь Цюаня и Лю Бэя взяли под контроль южную часть провинции Цзинчжоу, включая округ Чанша. Хуан Чжун предложил Хань Сюаню перейти на службу к Лю Бэю, и тот согласился.
Когда в 212—214 годах Лю Бэй отправился на завоевание провинции Ичжоу, то Хуан Чжун проявил себя храбрым и смелым воином, и получил звание «полководца подавляющего бунтовщиков» (討虜將軍). В 217 году Лю Бэй начал боевые действия в Ханьчжуне, но войска под командованием Сяхоу Юаня блокировали Янпинский проход. Противостояние длилось больше года, пока в 219 году в битве у горы Динцзюньшань армия Сяхоу Юаня не была разбита, а он сам не погиб в бою. За действия в этом сражении Хуан Чжун получил звание «полководца атакующего на западе» (征西將軍). Овладев Ханьчжуном, Лю Бэй провозгласил себя Ханьчжунским князем (漢中王), и захотел дать Хуан Чжуну звание «полководца арьергарда» (後將軍), поставив его тем самым на одну ступень с Гуань Юем, Чжан Фэем и Ма Чао, но Чжугэ Лян стал его отговаривать, утверждая, что это может вызвать недовольство других генералов. Однако Лю Бэй поступил по-своему, и поставил всех четырёх генералов на один уровень. Также Хуан Чжун получил титул «Гуаньнэй-хоу» (關內侯).
Хуан Чжун скончался в 220 году; причина его смерти в источниках не упоминается. Посмертно он был удостоен титула «Ган-хоу» (剛侯). Его сын Хуан Сюй умер молодым, поэтому потомков у него не осталось.

## Оценка
Чэнь Шу, который написал биографию Хуан Чжуна в «Сань-го чжи», описал его так: «Хуан Чжун и Чжао Юнь оба были могущественными воинами, соотносящимися друг с другом как когти и клыки».